# Jussy (Yonne)
Jussy és un municipi francès, situat al departament del Yonne i a la regió de Borgonya - Franc Comtat. L'any 2007 tenia 444 habitants.

## Demografia

### Població
El 2007 la població de fet de Jussy era de 444 persones. Hi havia 188 famílies, de les quals 52 eren unipersonals (32 homes vivint sols i 20 dones vivint soles), 56 parelles sense fills, 64 parelles amb fills i 16 famílies monoparentals amb fills.
La població ha evolucionat segons el següent gràfic:
Habitants censats

### Habitatges
El 2007 hi havia 216 habitatges, 192 eren l'habitatge principal de la família, 14 eren segones residències i 10 estaven desocupats. 202 eren cases i 14 eren apartaments. Dels 192 habitatges principals, 146 estaven ocupats pels seus propietaris, 43 estaven llogats i ocupats pels llogaters i 3 estaven cedits a títol gratuït; 15 tenien dues cambres, 42 en tenien tres, 39 en tenien quatre i 96 en tenien cinc o més. 134 habitatges disposaven pel capbaix d'una plaça de pàrquing. A 96 habitatges hi havia un automòbil i a 84 n'hi havia dos o més.

### Piràmide de població
La piràmide de població per edats i sexe el 2009 era:
| Homes | Edats   | Dones |
| ----- | ------- | ----- |
| 0     | 95 o +  | 0     |
| 4     | 90 a 94 | 0     |
| 0     | 85 a 89 | 0     |
| 4     | 80 a 84 | 4     |
| 8     | 75 a 79 | 12    |
| 12    | 70 a 74 | 12    |
| 8     | 65 a 69 | 8     |
| 16    | 60 a 64 | 12    |
| 0     | 55 a 59 | 4     |
| 28    | 50 a 54 | 12    |
| 8     | 45 a 49 | 36    |
| 12    | 40 a 44 | 12    |
| 20    | 35 a 39 | 12    |
| 24    | 30 a 34 | 12    |
| 8     | 25 a 29 | 16    |
| 12    | 20 a 24 | 4     |
| 12    | 15 a 19 | 8     |
| 8     | 10 a 14 | 20    |
| 8     | 5 a 9   | 12    |
| 4     | 0 a 4   | 12    |

## Economia
El 2007 la població en edat de treballar era de 299 persones, 235 eren actives i 64 eren inactives. De les 235 persones actives 223 estaven ocupades (116 homes i 107 dones) i 12 estaven aturades (7 homes i 5 dones). De les 64 persones inactives 26 estaven jubilades, 24 estaven estudiant i 14 estaven classificades com a «altres inactius».

### Ingressos
El 2009 a Jussy hi havia 196 unitats fiscals que integraven 465 persones, la mediana anual d'ingressos fiscals per persona era de 18.685 €.

### Activitats econòmiques
Dels 11 establiments que hi havia el 2007, 3 eren d'empreses de construcció, 2 d'empreses de comerç i reparació d'automòbils, 2 d'empreses de transport, 1 d'una empresa d'hostatgeria i restauració, 2 d'empreses financeres i 1 d'una empresa de serveis.
Els 2 serveis als particulars que hi havia el 2009 eren lampisteries.
L'únic establiment comercial que hi havia el 2009 era una fleca.
L'any 2000 a Jussy hi havia 31 explotacions agrícoles que ocupaven un total de 238 hectàrees.

## Equipaments sanitaris i escolars
El 2009 hi havia una escola elemental integrada dins d'un grup escolar amb les comunes properes formant una escola dispersa.

## Poblacions més properes
El següent diagrama mostra les poblacions més properes.